# Serranus heterurus
Serranus heterurus es una especie de peces de la familia Serranidae en el orden de los Perciformes.

## Distribución geográfica
Se encuentra en el África Occidental.